# Barriguda
A barriguda ou paineira-branca (Ceiba glaziovii) é uma espécie botânica de paineira do género Ceiba, da família das malváceas, muito semelhante à paineira-rosa (Ceiba speciosa). É endêmica da caatinga, ocorrendo em regiões de caatingas híperxerofilas.
É muito confundida com sua semelhante, a paineira-rosa (Ceiba speciosa), que ocorre no Sudeste do Brasil até a Bolívia, está confusão acontece principalmente por causa das semelhantes gerais entre as espécies, e também pelos nomes populares dados à ambas.

## Distribuição
Nativa do Nordeste do Brasil, característica do bioma da caatinga, especialmente em serras da região Agreste e Sertão nordestino, ocorre nos Estados de Alagoas, Bahia, Ceará, Paraíba, Pernambuco, Piauí, Rio Grande do Norte, Sergipe e também norte de Minas Gerais.

## Significado dos nomes populares
Barriguda refere-se ao intumescimento da parte central do caule, à meia altura da árvore, tendo a mesma um diâmetro maior no meio do que na base, e que serve para armazenar água extraída através da seiva xilemática. Já paineira-branca refere-se à cor de suas flores, que geralmente se dão quando as árvores estão sem folhagem na estação seca, ou perdendo suas folhas.

## Características

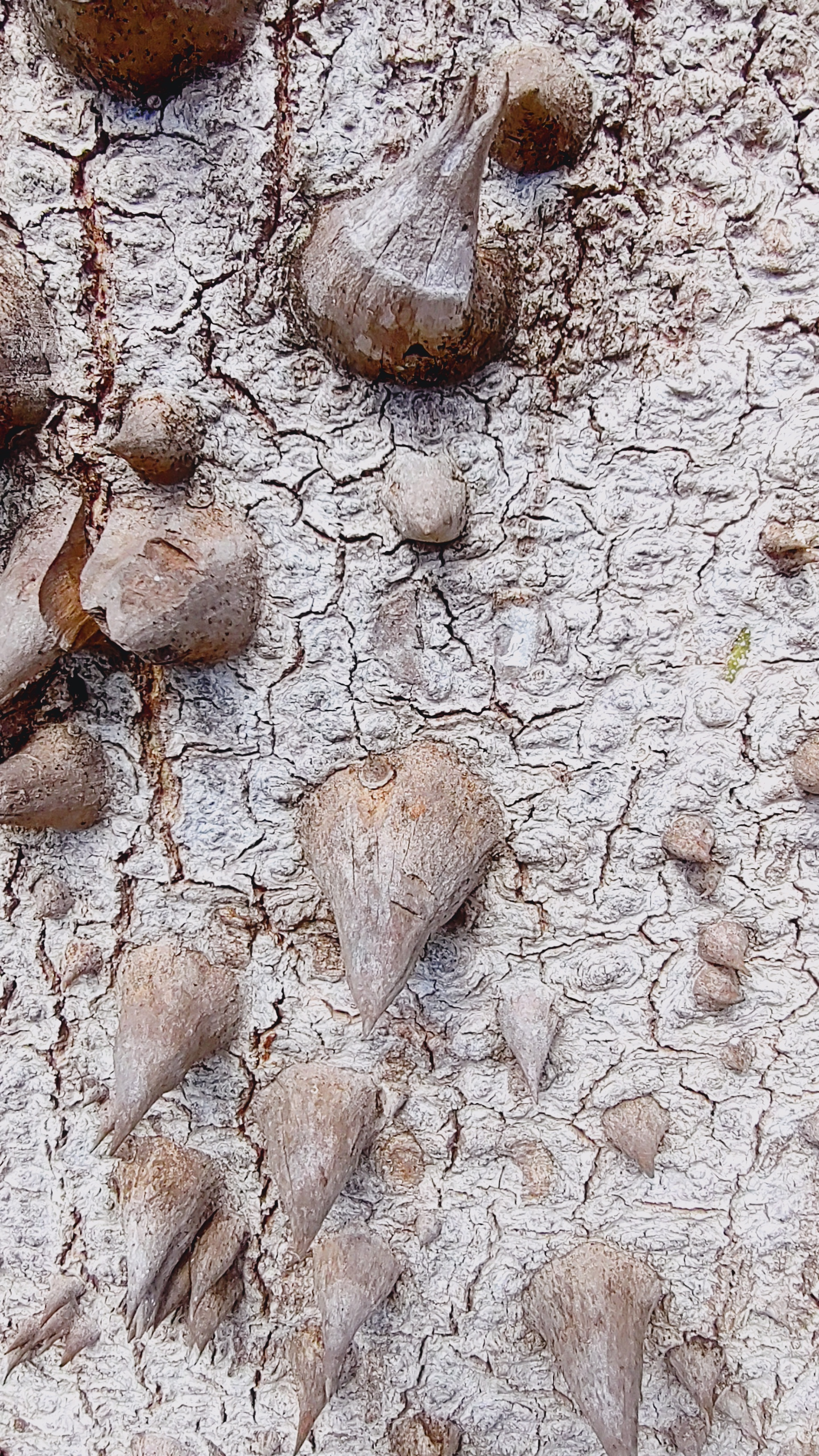
Acúleos do tronco da barriguda.
Horto da INB, em Caetité, Bahia.

- Árvore de 6–18 m de altura, com copa ampla e bastante ramificada, de tronco intumescido com mais de 1 m de diâmetro
- Casca cinza-claro, lisa e dotada de grande número de acúleos cônicos e rígidos de até 5 cm de comprimento
- Folhas compostas palmadas, com 4-7 folíolos (geralmente 5), sobre pecíolos ligeiramente dilatados no ápice e na base
- Flores brancas, de 1-3 por nó, em inflorescências terminais
- Frutos do tipo cápsula elipsóide, deiscente, glabra, coriácea, contendo muitas sementes pequenas,cada uma de 6 mm, marrom-escuras, redondas, envoltas por pêlos finíssimos, com consistência sedosa, que ajudam na dispersão das mesmas

## Ecologia
Planta decídua, heliófita, xerófita, de sucessões secundárias, de dispersão descontínua, porém ampla, com capacidade de dispersar as sementes pelo vento.

## Fenologia
Perde as folhas na estação seca e floresce entre julho e outubro, e os frutos geralmente amadurecem ainda na estação seca (entre setembro e novembro).

## Utilidades
- Madeira empregada em caixotaria
- Casca usada na medicina caseira contra inflamação do fígado e para tratar hérnias
- Planta ornamental, principalmente por causa de sua floração, servindo para arborizar praças e no paisagismo urbano
- Pode ser usada para enriquecer capoeiras e vegetação empobrecida e na segunda fase de recomposição florestal de áreas degradadas
- Os pêlos que envolvem as sementes (chamados popularmente de "lã de barriguda") são empregados no enchimento de almofadas, travesseiros, colchões, selas e estofamento de móveis
- Nas estradas vicinais do Nordeste brasileiro, pode ser usada como cerca viva